# Šasi

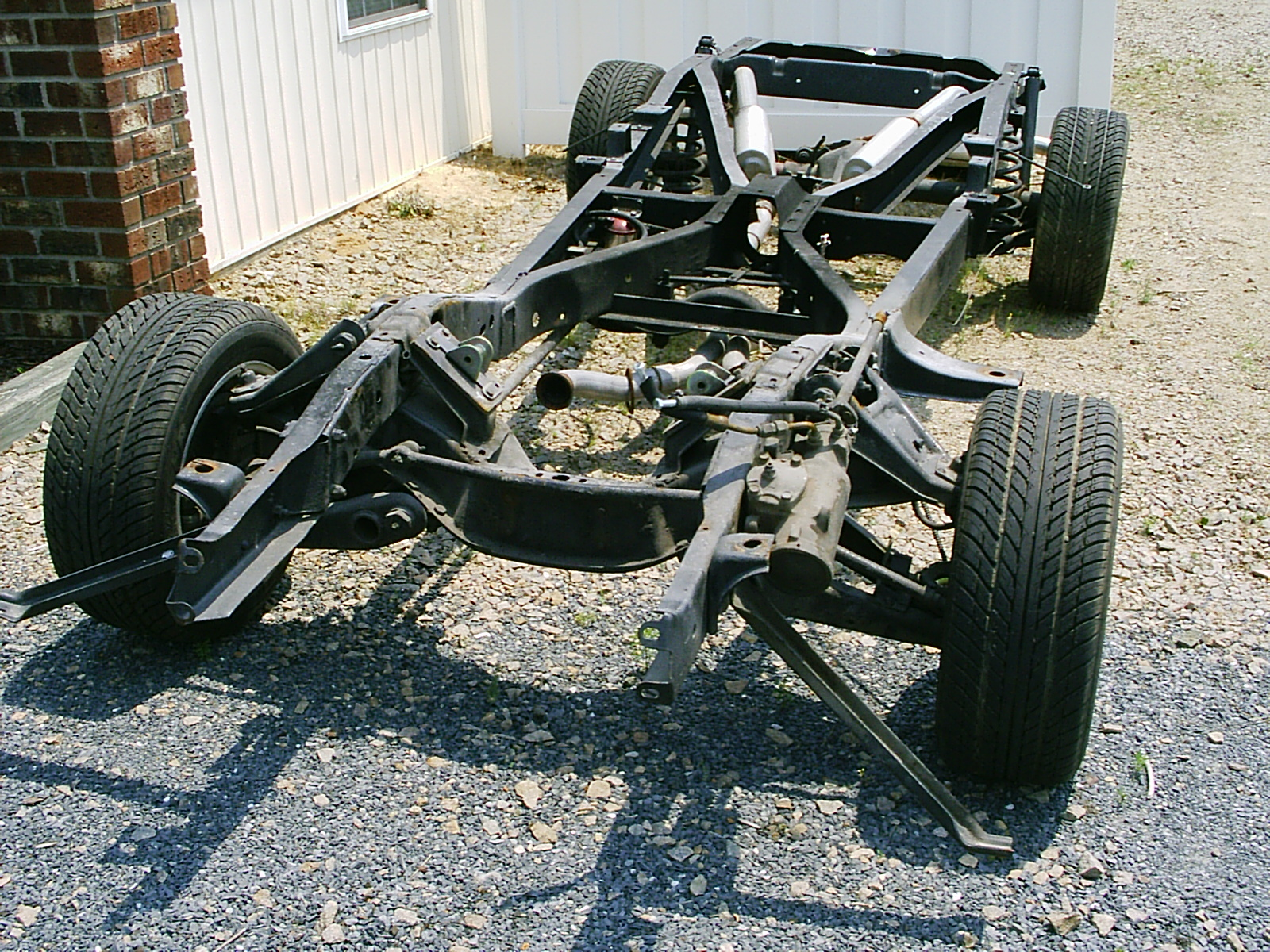
Automobilový podvozek čili šasi

Šasi (nebo také šasí či starším pravopisem chassis) je obal nebo kostra výrobku. Šasi je obvykle vyrobeno z kovu. Může jít o podvozek automobilu nebo také počítačovou skříň. Udržuje tvar předmětu a dodává mu potřebné mechanické vlastnosti.